# Kuschelina floridana
Kuschelina floridana är en skalbaggsart som först beskrevs av Blake 1954.  Kuschelina floridana ingår i släktet Kuschelina och familjen bladbaggar. Inga underarter finns listade i Catalogue of Life.